# Liste der Stolpersteine in Hilchenbach
In der Liste der Stolpersteine in Hilchenbach werden die vorhandenen Stolpersteine aufgeführt, die im Rahmen des Projektes Stolpersteine des Künstlers Gunter Demnig bisher in Hilchenbach verlegt worden sind.

Am 4. Juli 2013 wurde zudem ein Gedenkstein zur Erinnerung an die Opfer der NS-Diktatur am oberen Marktplatz enthüllt.

## Verlegte Stolpersteine
| Adresse                  | Name                  | Inschrift | Verlegedatum  | Bild                                                        | Anmerkung |
| ------------------------ | --------------------- | --- | ------------- | ----------------------------------------------------------- | --- |
| Bruchstraße 14 ·         | Röschen Hony          | Hier wohnte Röschen Hony Jg. 1868 deportiert 27.7.1942 Theresienstadt ermordet                                                   | 30. Apr. 2008 | Stolperstein Hilchenbach Bruchstraße 14 Röschen Hony        | geboren am 21. Februar 1868 in Erndtebrück |
| Gerbergasse 2 ·          | Karl Schäfer          | Hier wohnte Karl Schäfer Jg. 1881 deportiert 28.4.1942 Zamosc ermordet                                                           | 30. Apr. 2008 | Stolperstein Hilchenbach Gerbergasse 2 Karl Schäfer         | geboren am 15. Februar 1881 in Niedermendig |
| Gerbergasse 2 ·          | Bianca Schäfer        | Hier wohnte Bianca Schäfer geb. Holländer Jg. 1886 deportiert 28.4.1942 Zamosc ermordet                                          | 30. Apr. 2008 | Stolperstein Hilchenbach Gerbergasse 2 Bianca Schäfer       | geboren am 16. September 1886 in Elsoff |
| Kirchstraße 9 (Standort) | Robert König          | Hier wohnte Robert König Jg. 1904 im Widerstand/SPD verhaftet 24.7.1944 Verdacht Rassenschande 1944 Neuengamme ermordet 5.2.1945 | 9. Nov. 2016  | Stolperstein Hilchenbach Kirchstraße 9 Robert König         | |
| Mühlenweg 25 ·           | Joseph Holländer      | Hier wohnte Joseph Holländer Jg. 1884 deportiert 28.4.1942 Zamosc ermordet                                                       | 30. Apr. 2008 | Stolperstein Hilchenbach Mühlenweg 25 Joseph Holländer      | geboren am 13. September 1884 in Elsoff |
| Mühlenweg 25 ·           | Julie Holländer       | Hier wohnte Julie Holländer geb. Sommer Jg. 1886 deportiert 28.4.1942 Zamosc ermordet                                            | 30. Apr. 2008 | Stolperstein Hilchenbach Mühlenweg 25 Julie Holländer       | geboren am 2. September 1886 in Heinebach / Hessen |
| Mühlenweg 25 ·           | Artur Holländer       | Hier wohnte Artur Holländer Jg. 1925 deportiert 28.4.1942 Zamosc ermordet                                                        | 30. Apr. 2008 | Stolperstein Hilchenbach Mühlenweg 25 Artur Holländer       | geboren am 7. April 1925 in Hilchenbach |
| Mühlenweg 25 ·           | Willi Holländer       | Hier wohnte Willi Holländer Jg. 1893 deportiert 27.2.1943 Auschwitz ermordet                                                     | 30. Apr. 2008 | Stolperstein Hilchenbach Mühlenweg 25 Willi Holländer       | geboren am 2. April 1893 in Hilchenbach; Vorname lt. Bundesarchiv Willy                                                                                            |
| Mühlenweg 25 ·           | Elisabetha Holländer  | Hier wohnte Elisabetha 'Gerti' Holländer geb. Sonnheim Jg. 1900 deportiert 28.2.1943 Auschwitz ermordet                          | 30. Apr. 2008 | Stolperstein Hilchenbach Mühlenweg 25 Elisabeth Holländer   | geboren am 28. Mai 1900 in Neuhemsbach |
| Mühlenweg 25 ·           | Arno Alfred Holländer | Hier wohnte Arno Alfred Holländer Jg. 1928 deportiert 27.2.1943 Auschwitz ermordet                                               | 30. Apr. 2008 | Stolperstein Hilchenbach Mühlenweg 25 Arno Alfred Holländer | geboren am 25. Februar 1928 in Hilchenbach |
| Mühlenweg 25 ·           | Lothar Holländer      | Hier wohnte Lothar Holländer Jg. 1933 deportiert 28.2.1943 Auschwitz ermordet                                                    | 30. Apr. 2008 | Stolperstein Hilchenbach Mühlenweg 25 Lothar Holländer      | geboren am 3. September 1933 in Hilchenbach |
| Unterzeche 1 ·           | Herz Stern            | Hier wohnte Herz Stern Jg. 1858 Flucht 1939 Holland vor Deportation Flucht in den Tod Januar 1943 Winterswijk/Niederlande        | 30. Apr. 2008 | Stolperstein Hilchenbach Unterzeche 1 Herz Stern            | geboren am 16. November 1858 in Breidenbach / Hessen |
| Unterzeche 1 ·           | Karoline Stern        | Hier wohnte Karoline 'Lina' Stern geb. Hony Jg. 1859 Flucht 1939 Holland interniert Lager Vlugt ermordet April 1943              | 30. Apr. 2008 | Stolperstein Hilchenbach Unterzeche 1 Karoline Lina Stern   | geboren am 24. Januar 1859 in Erndtebrück Schreibfehler auf dem Stein, gemeint ist hier wohl das Konzentrationslager in Herzogenbusch (niederländisch: Kamp Vught) |